# 戰國 (漫畫)
《戰國》（日语：センゴク）是日本漫畫家宮下英樹創作的日本歷史系列漫畫。其漫畫標題有兩個解釋，第一是戰國時代，第二是同主角的姓氏仙石之日文讀音。《戰國》全15卷、第2部為《戰國天正記》全15卷、第3部為《戰國一統記》全15卷、第4部最終章《戰國權兵衛》全27卷。另有外傳《桶狹間戰記》。
作者不以知名度高的戰國武將作為主角，而是以在戶次川之戰大敗、知名度偏低的仙石秀久作為主角，且用史上最失敗卻又成功挽回的男人來形容他。從一介小兵到當上大名（諸侯）的心境描寫都非常細心。
本作另一個最大的特色就是作者會實地考察古戰場跟查閱歷史資料參考，推翻一些不合史實的理論。例如戰國騎兵其實都不是在馬上作戰，而是騎到敵人附近下馬開打。又如被歷史評價偏低的如齋藤龍興、朝倉義景等人，以及知名度較低的山崎新平、鳥居景近，在此作中也是由作者參考文獻畫出不同於一般人觀點的姿態。

## 故事簡介
戰國
仙石秀久是齋藤氏的家臣，作品一開始時織田軍已將攻陷稻葉山城，秀久在戰亂中與青梅竹馬阿蝶見面，兩人互相發誓要生存下去。其後秀久單人匹馬衝向織田軍陣地，為織田軍製造小混亂，秀久最終寡不敵眾成為戰俘……
戰國天正記
消滅了淺井、朝倉、足利及比叡山之後，織田信長的目標便放在武田及本願寺上，然而武田與本願寺之間卻有私底下的盟約，打算包圍織田並殲滅之，被本願寺光佐稱為天正信長包圍網-河童卷之計的戰事就此開始……
戰國一統記
消滅了武田氏之後，織田信長的目標便放在毛利氏上，甚至打算調停於九州互爭的大友氏及島津氏，使他們歸順並一同殲滅毛利氏，統一日之本後終極目標更是放在唐土上。然而，信長最後的敵人卻是來自家中……
戰國權兵衛
消滅了明智氏跟柴田氏之後，羽柴秀吉逐一整合信長死後動亂的織田家，打算完成織田信長未完成的霸業-統一日之本，目標便先放在雜賀眾上。而在遠方的九州，龍造寺氏打算討伐背叛的有馬氏，但有馬氏卻有石曼子的協助，石曼子援軍的總大將，即是日後仙石秀久宿命的對手-島津家久……

## 登場人物

### 仙石家
- 仙石秀久

通稱權兵衛，綽號是饅頭鼻，力大無窮，作事幾乎都不經大腦，乃本作的主角。由於在小谷城攻略戰表現優異，從信長處獲得1000石領地成了『千石武者』。除了隨同秀吉攻略備中高松城，還得額外花費心力平定無主狀態的淡路國。
- 阿藤

秀久的夫人，是野野村正成之弟野野村幸成之女。
- 坂井子

通稱葛，阿藤與前夫的女兒
- 川仔

川伯的孫子，秀久的部下，負責管理仙石家中的內務。
- 堀田正惟

通稱右馬助，秀久最初屬下四武士之一，個性有點粗暴。在伊勢長島殲滅戰之後逃亡，逃亡一陣子後加入了本願寺的一向眾。
- 萩原國秀

通稱孫太郎，秀久最初屬下四武士之一，外表俊秀如女。
- 仙石盛政

通稱治左衛門，秀久最初屬下四武士之一，個性相當沉穩。在長篠之戰中英勇陣亡。
- 津田妙算

通稱杉坊，秀久最初屬下四武士之一，做盜賊期間化名粗葉粕太郎，為鐵砲傭兵團紀州根來眾津田氏一族，是個鐵砲好手。其技術卻師承於另一傭兵團雜賀眾領袖雜賀重秀之手，將他的才能視為危險的存在。
- 仙石治盛

通稱右衛門，舊姓小川，後成為盛政家的養子。
- 後藤基次

通稱又兵衛，原是小寺孝高的家臣，在孝高前去說服荒木村重失去音訊後，便暫時歸於秀久麾下。
- 仁江

伊賀眾，秀久許多重要的忍者工作都交付予他。
- 間島氏勝

播磨國眾，引領秀久順利進入淡路島。
- 森久村

通稱權平，森三人眾之一。與其他兩人自認是「桃園三結義」。
- 森久春

通稱勘解由，森三人眾之一。與其他兩人自認是「桃園三結義」。
- 森久武

通稱覺右衛門，森三人眾之一。與其他兩人自認是「桃園三結義」。
- 田宮保富

通稱四郎，綽號是在下，原是僧侶後還俗，對女生很沒抵抗力。
- 不知地勝助

綽號是砂治，秀久的馬迴眾，曾經裝水給秀久喝結果裡面一堆砂子，故得此綽號。

### 豐臣（羽柴、木下）家
- 羽柴秀吉

通稱藤吉郎，後稱筑前守。後改姓為羽柴。織田五大將之一，秀久的上司。織田五大將之一，信長都叫他「禿頭老鼠」，綽號「木棉藤吉」，秀久的上司。有著「收服人心之才」，與明智光秀一併被視為織田家的明日之星。
- 寧寧

秀吉的正室，對秀吉的家臣都很照顧。
- 羽柴秀長

通稱小一郎，秀吉的異父弟。有張濃眉細目戽斗臉。
- 羽柴秀勝

通稱於次丸，又稱「丹波少將」。信長的四子，過繼給秀吉當養子，外表清秀，為人斯文。
- 三好信吉

通稱孫七郎，秀吉的一族，過繼給三好笑岩當養子。由於尚年少用兵較為死板。
- 蜂須賀正勝

通稱小六，秀吉的部下。
- 竹中重治

通稱半兵衛，秀吉的軍師。曾經僅用16人便拿下稻葉山城之事常被周遭人們津津樂道。
- 黑田孝高

通稱官兵衛，秀吉攻略播磨國時加入的軍師。被秀吉喻為他的「張良」。
- 堀秀政

通稱久太郎，信長最寵愛的貼身護衛，長相相當秀麗。曾經對戰俘身分的仙石秀久處刑，但是穿著全身裝備的他被秀久擊敗。
- 高山重友

通稱右近大夫，誠信吉利支丹。
- 加藤清正

通稱虎之助，幼少時期就開始被秀吉培養的武將。賤岳七本槍之一。
- 福島正則

通稱市松，幼少時期就開始被秀吉培養的武將。賤岳七本槍之首。
- 石田三成

通稱佐吉，秀吉的茶和尚，後成為軍師官兵衛的輔佐役，內政能力優越。講話時會用很多敬語，邏輯觀念非常好。被秀吉喻為他的「蕭何」。
- 淺野長吉

通稱彌兵衛，秀吉的奉行頭。
- 增田長盛

秀吉的奉行眾之一。
- 神子田正治

通稱半左衛門尉，秀吉麾下黃母衣眾成員之一，被喻為「白眉大人」、「今馬良」，被津田妙算吐槽說是馬謖。
- 尾藤知宣

通稱甚右衛門，秀吉麾下黃母衣眾成員之一。嘴上雖常常對仙石酸言酸語，但心理其實認同仙石的作戰能力。
- 杉原家次

通稱七郎左衛門，秀吉的部下。
- 加藤光泰

通稱作內，山崎之戰中率領「翡翠隊」奇襲明智軍。
- 小西行長

通稱彌九郎，由於是商家出身，被喻為商人武士。
- 池田照政

通稱古新，恆興的次子，較擅長政面。
- 藤堂高虎

通稱與右衛門，以再興沒落的家名為目標。原是淺井軍的武將，後和阿閉貞征一同背叛到織田軍。在小谷城攻略戰中與仙石秀久及可兒吉長是互相競爭的好戰友。
- 宇喜多秀家

通稱八郎，備前國的戰國大名，因為娶了秀吉的養女成為準一門眾，被官兵衛評為「誠實且優秀」的年輕人。

### 織田家

#### 一門眾
- 織田信長

通稱彈正忠，為人冷酷，但他的人格魅力卻能讓部下們忠心服侍。
- 織田信忠

通稱勘九郎，後稱左近衛中將。信長的長子，個性和父親一樣冷酷。
- 北畠信雄

通稱三介。信長的次子，織田家中都叫他「茶筅」，性格暴躁，然而卻完全沒有將器
- 神戶信孝

通稱三七。信長的三子，四國方面軍司令官，對於兄長信忠有著高度的競爭意識。
- 織田信包

通稱上野介，信長的弟弟，清洲城主。
- 阿市

信長的妹妹，氣質神似信長，秀吉表示若阿市為男性，定為織田家次任當主。
- 茶茶

阿市的長女，外表神似阿市，比起布料等更喜歡看鐵砲跟馬匹。
- 阿初

阿市的次女，對政治很有興趣。
- 阿江

阿市的三女，擅長分析商品。

#### 畿內方面軍
- 明智光秀

通稱十兵衛，後稱日向守。織田五大將之一，信長都叫他「金柑」。個性狡猾，但做事深謀遠慮。曾在足利幕府麾下抵禦三好家攻擊。進入織田家後多數戰役表現活躍。外型是參考休·葛蘭而來。
- 明智光春

通稱左馬助，光秀的表弟。從光秀美濃時期開始便開始跟隨，明智家副將般的存在。
- 齋藤利三

通稱內藏助，光秀的部下。是織田家與四國之雄長宗我部家維持關係的大功臣。
- 松田政近

通稱太郎左衛門。山崎之戰前夕，於出身地大山崎擔任情報蒐集之職。

#### 北陸方面軍
- 柴田勝家

通稱修理亮。織田五大將之一，北國方面軍司令官，對織田家的忠誠無人能及，信長都叫他「戽斗」，綽號「驍勇柴田」。織田家的首席家老。被織田家中的人私底下稱為「閻羅王」。
- 柴田勝豐

通稱伊賀守，勝家的養子。清洲會議後獲得秀吉的舊領地長濱，然而比起治理領地，更想要以打仗獲得名聲。
- 佐久間盛政

通稱玄蕃，柴田家新世代的代表，於三方原之戰跟仙石共同奮戰過。因擅自深入敵陣導致賤岳之戰柴田方大敗，自己則被捉住斬首。
- 毛受勝照

通稱勝助，勝家的部下，認為勝家迎娶阿市後已失去之前的霸氣，希望勝家能重振雄風帶領家臣。

#### 四國方面軍
- 丹羽長秀

通稱五郎左衛門。織田五大將之一，信長都叫他「卷毛」。外型是參考森姆·積遜（Samuel L. Jackson）而來。

#### 關東方面軍
- 瀧川一益

通稱左近將監。織田五大將之一，關東方面軍司令官，綽號「進退瀧川」。

#### 其他家臣
- 佐久間信盛

通稱右衛門尉。由於擅長於制定行軍撤退路線，故綽號「撤退佐久間」。
- 平手汎秀

通稱甚左衛門，與佐久間信盛於三方原之戰時共同擔任協助德川軍的織田援軍。
- 可兒吉長

通稱才藏，擅於用槍，仙石秀久的戰友之一。
- 坂井尚恒

通稱久藏，仙石秀久的戰友之一，都喚秀久為「權兄」。
- 野野村正成

通稱三十郎，織田家中的頂尖鐵砲名手。
- 九鬼嘉隆

通稱右馬允，織田家的水軍主力。
- 村井貞勝

通稱長門守，京都所司代，負責處理織田家在京都的政務。
- 森成利

通稱亂法師，信長隱居後的貼身護衛。
- 村井貞勝

通稱春長軒。京都所司代，處理政事手腕高明。
- 毛利新介

信長的馬迴眾。桶狹間戰記時與今川義元激戰而失去右手食指，但也因為取得今川義元的首級而被提拔為馬迴眾。
- 池田恆興

通稱勝三郎，信長的乳兄弟、部下，被淺井姊妹說是「瓠瓜臉」。
- 池田元助

通稱紀伊守，恆興的長子，有類似父親般的武勇。
- 森長可

通稱武藏守，綽號「鬼武藏」。戰爭風格殘酷，有著一把名槍「無骨」。
- 細川藤孝

通稱兵部大輔。跟明智光秀一樣原為室町幕府家臣，後歸順織田。
- 中川清秀

通稱瀨兵衛尉，信長的部下。
- 荒木村重

通稱信濃守，在織田軍時擔任羽柴秀吉攻略毛利氏的援軍，後背叛信長。
- 松永久秀

通稱彈正少弼，以反覆無常及狡詐出名。
- 鐮田新介

信忠的部下。
- 坂井三位

信雄的部下。有如地藏像一般的樣貌。
- 岡本良勝

通稱平吉郎，信孝的部下。為了讓信孝生存一直提出消極路線的建言。

### 德川家
- 德川家康

通稱次郎三郎，原本只是個勇猛的熱血漢子，但在三方原之戰中被武田信玄大敗後，特地做了一幅畫來提醒自己這場大敗，開始懂得冷靜與忍耐。之後通稱三河守，相當受信長器重，欲讓其成為長子信忠的輔佐役，擔任日之本統一後的宰相。
- 德川於義伊

家康的次子。後來的結城秀康。
- 本多忠勝

通稱平八郎，德川四天王之一，稱家康為大哥。
- 榊原康政

通稱小平太，德川四天王之一，個性冷靜。
- 酒井忠次

通稱左衛門尉，德川四天王之首，戰略眼光高明，故事中人稱背上之眼。
- 石川數正

通稱伯耆守，與酒井忠次同為德川家重要的家老。西三河方面宿老。後來叛變至羽柴家。
- 今橋忠吉

通稱平五郎，忠次的部下，個性單純。
- 小栗重常

通稱大六，擔任往織田家的外交使者。
- 酒井忠次

通稱左衛門尉，德川四天王之首、東三河方面宿老，但與家康之間相處並不融洽。戰略眼光高明，被人稱「背上長眼的男人」。
- 井伊直政

通稱兵部少輔，德川四天王之一，率領著德川家的赤備隊，隊中多為武田赤備舊臣。。
- 松平康親

通稱金四郎，德川已故家臣，在德川家中受傷最多者但仍英勇無比，女兒嫁給了井伊直政。

### 織田家包圍網參與勢力

#### 齋藤家
- 齋藤龍興

通稱右兵衛大輔，稻葉山城城主時期只是個沈溺於女色的國君，亡國被流放之後開始暗中協助信長包圍網，最後投靠朝倉家。
- 富田勢源

齋藤家的兵法指南役，即使齋藤家滅亡後仍繼續跟隨龍興。視力不好，但是名劍術的高手。
- 川伯

仙石秀久在齋藤家時對秀久很好的老爺爺，並教導了秀久在戰爭中多數人都是死於弓箭之下的道理。
- 阿鹿

仕於龍興的女忍者，對仙石秀久有好感。
- 阿豬

齋藤家的侍女首領，對龍興相當忠心。

#### 淺井家
- 淺井長政

通稱備前守，原本只是個身軀壯碩但內心膽小的傢伙，在金崎撤退戰中，在與內心的掙扎中，決定放過信長，後來在經歷過與織田信長的戰鬥後極速成長，成為真正的戰國大名。
- 赤尾清綱

通稱美作守，仕於淺井家三代的筆頭家老，相當了解長政。
- 山崎俊秀

通稱新平，在協助足利氏防禦三好氏攻擊中表現活躍，因鼻子有傷總是帶著面具。後來與仙石秀久馬上單挑，陣亡。諱名俊秀是由作者自創。
- 磯野員昌

通稱丹波守，淺井軍的猛將。後居城被織田軍與淺井領地分斷，遭丹羽長秀長期包圍而降伏織田。
- 阿閉貞征

通稱淡路守，姉川之戰時叫做阿閉貞秀，有著不錯的戰略眼光。原是淺井軍的武將，後背叛到織田軍。

#### 朝倉家
- 朝倉義景

通稱左衛門督，生活過的太過平穩的大名，事情常只看到表面。
- 高德院

義景的母親，對於女侍們而言是如同母親般的存在。常常罵義景是敗家子，但心理依舊很關心他。
- 朝倉景健

通稱孫三郎，常代替義景處理朝倉家中的事務。原是朝倉家中的守舊派，但了解到織田家的崛起後也願意成為革新派的一員。
- 朝倉景鏡

通稱式部大輔，後受信長偏諱改名土橋信鏡。義景的表弟，對於義景相當反感。
- 鳥居景近

通稱兵庫助，家中革新派的中心人物。跟仙石秀久爭奪阿蝶，最後擄獲其芳心。長相帥氣，尊崇南蠻的騎士道。
- 高橋景業

通稱新助，鳥居景近最好的朋友，也同樣尊崇南蠻的騎士道。
- 山崎吉家

通稱長門守，朝倉家的武鬥派重臣。

#### 武田家
- 武田信玄

通稱法性院，武田家當主。外型是參考馬龍·白蘭度而來。戰國天正記在天目山之戰之前顯靈與勝賴對話。
- 諏訪勝賴

通稱四郎，後稱大膳大夫。信玄的四子。武田家的陣代，受到重臣山縣昌景及馬場信春等人指導率領著武田軍。外型是參考勞勃·狄尼洛、艾尔·帕西诺而來。
- 北條夫人

北條氏康之女，勝賴之妻。在武田家末期不選擇返回北條家而是繼續待在勝賴身旁。
- 武田信勝

通稱太郎，勝賴之子。
- 仁科盛信

通稱五郎，勝賴之弟，擁有相當好的人望。
- 松姬

勝賴之妹。原預定嫁與織田信忠，後取消並落髮為尼。
- 武田信廉

通稱逍遙軒，勝賴欲改革武田家時選擇支持勝賴，後織田征伐甲斐國時棄城逃亡。
- 穴山信君

通稱梅雪齋不白，不滿勝賴與真田昌幸所構想的新政策。
- 高阪昌信

通稱彈正，武田四名臣之一，信玄死後以教導勝賴為責。
- 山縣昌景

通稱三郎兵衛，武田四名臣之一，對於戰爭追求完美。率領著赤備隊。外型是參考克拉克·蓋博而來。
- 馬場信春

通稱美濃守，武田四名臣之一，綽號「不死身的鬼美濃」，死時獲得織田軍的尊重。外型是參考保羅·紐曼而來。
- 內藤昌豐

通稱修理亮。武田四名臣之一。
- 秋山信友

通稱伯耆守，被形容成形似猛牛、可佈可畏的男子。
- 阿豔

織田信長的叔母，但比信長還年輕。是岩村城的女城主，後被武田軍的秋山信友使用懷柔而背叛至武田軍。
- 小山田信茂

通稱兵衛尉，被稱為「燻銀」的武田家優秀將領，率領的部隊所使用的「投石」相當有名。
- 真田信綱

通稱源太左衛門，真田家當主。
- 真田昌輝

通稱兵部丞，信綱的弟弟。
- 真田昌幸

通稱安房守，向勝賴提出以錢為中心建造新國度的見解。
- 土屋昌恒

通稱右衛門尉，直到武田家的最後一刻都仍支持著勝賴。
- 木曾義昌

通稱伊予守，木曾谷領主。守衛著織田與武田的國境。

#### 本願寺
- 本願寺光佐

通稱顯如，石山本願寺宗主。外型是參考米克·賈格爾而來。
- 如春院

光佐的妻子，武田信玄的夫人之妹。
- 下間賴廉

通稱刑部卿法印，被喻為「本願寺最強戰鬥坊官」，本願寺軍總司令官。
- 本願寺光壽

通稱教如，光佐之長男。性格較為激烈，在信長要求本願寺離去大坂時抗戰了三個月才肯離去。
- 阿溪

朝倉義景之女，光壽之妻。被光壽嫌脾氣懦弱而不得寵愛。
- 阿蝶

仙石秀久的青梅竹馬，一乘谷之戰後成為阿溪的侍女。聽聞仙石成為城主後，對於世間的狀況變化感到欣慰。
- 願証寺証專

本願寺伊勢長島軍司令官。
- 七里賴周

通稱三河守，本願寺能登．加賀軍司令官。
- 杉浦玄任

通稱隱岐守，本願寺越中軍司令官。
- 宇野主水

光佐的右筆。

#### 上杉家
- 上杉謙信

通稱不識庵，大名，上杉軍的主帥，是戰國時代的無敵武將，但只尊崇自己的義理，沒有稱霸天下的野心，讓人捉摸不透的半神人。外型是參考普丁而來。
- 上杉景勝

通稱彈正少弼，謙信的養子之一。外型是參考列寧而來。
- 上杉景虎

通稱三郎，謙信的養子之一。外型是參考马克西姆·高尔基而來。
- 長尾為景

通稱信濃守，謙信的父親。在謙信幼年時就看出他的將器，欲將自己的野心托付給他。外型是參考史達林而來。
- 河田長親

通稱備前守，上杉家北陸軍司令官。外型是參考亚历山大·卡列林而來。
- 直江景綱

通稱大和守。上杉四天王之一。外型是參考拉斯普京而來。
- 藏田五郎左衛門

上杉家的段錢方。外型是參考卡爾·馬克思而來。
- 堀才介

左撇子的巨漢，被當地人稱為「黃金左手」。戰場上的勇猛表現被敵人講有如呂奉先。
- 齋藤朝信

通稱下野守，上杉軍的武將。外型是參考瓦季姆·安德烈耶维奇·梅德韦杰夫而來。
- 山吉豐守

通稱孫次郎，上杉軍的武將。外型是參考鲍里斯·叶利钦而來。
- 直江兼續

通稱山城守，直江景綱的養子。外型是參考亚历山大·费奥多罗维奇·克伦斯基而來。

#### 毛利家
- 毛利元就

通稱陸奧守，毛利家先代當主。長期裝作魯鈍、壓抑自己感情，當上毛利家當主後肅清井上一族，並相繼擊破大內、尼子等中國地方的大大名，成為中國地方最強的勢力。
- 吉川元春

通稱駿河守，元就的次男。被喻為毛利家最強的武將，連元就都表示「打起仗來，我不如元春」，出戰時總是帶著首級桶。說話時會使用丁寧語。
- 小早川隆景

通稱左衛門佐，元就的三男。跟擅長武勇的兄長元春相比，較擅長計策。
- 毛利輝元

通稱右馬頭，元就的長孫，毛利家的現任當主。受兩位叔父輔佐來治理毛利家。
- 井上元盛

通稱中務丞，在元就幼少時於合議流放元就，專橫掌權。造成40年後使元就肅清井上一族。
- 吉川經安

通稱和泉守，經家的父親。
- 吉川經家

通稱式部少輔，個性豪放磊落，被元春任命為鳥取城城主。外型是參考Richard Hugh McCaw而來。
- 山縣長茂

通稱源右衛門尉，經家的家臣，比誰都還信賴經家的能力。
- 森下道譽

通稱出羽守，山名豐國前家臣，原本懷疑新上任的經家能力，共同戰鬥後漸漸認可經家。
- 中村春續

通稱對馬守，山名豐國前家臣，原本懷疑新上任的經家能力，共同戰鬥後漸漸認可經家。
- 清水宗治

通稱長左衛門，備中高松城主，受到特別提拔而遭到家中其他人眼紅。
- 三村親成

通稱孫兵衛，清水宗治前主公，後因宗治被特別提拔導致立場翻轉，處心積慮想除掉宗治。
- 安國寺惠瓊

毛利家的外交僧，對政治情勢非常敏感，有著時常拿手帕擦手擦嘴的習慣。

#### 雜賀眾
- 雜賀重秀

通稱孫市，又稱雜賀的孫市、鈴木孫市等。雜賀眾的首領，是津田妙算的鐵砲老師。外型是參考切·格瓦拉而來。
- 土橋守重

通稱若太夫，與重秀並稱雜賀雙雄。外型是參考巴布·馬利而來。
- 湯川直春

紀伊國南方的國人領主，口頭禪是萬歲。崇尚自由，相當擅長山中作戰。外型是參考迪亞哥·馬拉度納而來。

### 其他勢力

#### 畠山家
- 畠山義綱

通稱修理大夫，被家臣遊佐續光放逐，後請求上杉謙信幫助奪回七尾城。
- 畠山義春

通稱民部大輔，義綱之弟。與兄長共同尋求謙信的協助，後謙信欲將他擁立為七尾城主。
- 畠山義慶

通稱修理大夫，義綱之子。被遊佐續光擁立為畠山家繼承人，但實權卻在續光手上。
- 畠山春王丸

義慶之子，自稱「春」。義慶死後被遊佐續光擁立為繼承人。
- 遊佐續光

通稱美作守，畠山七人眾之一。放逐主君畠山義綱擁立其子其孫作為當主。
- 長續連

通稱對馬守，畠山七人眾之一，深受義慶的信賴。
- 長綱連

長續連的長子，支持父親親織田的行動。
- 長連龍

通稱九郎左衛門，長續連的三子。

#### 別所家
- 別所長治

通稱侍從，播磨國三木城主。曾經歸順於織田軍，後經賀相說服反叛織田軍。
- 別所賀相

通稱山城守，別所家的首席家老，說服長治背叛織田軍。
- 別所重棟

通稱主水正，賀相之弟。
- 井上祐之

通稱一蓮坊，原武家階級的僧侶，因亂世重歸戰場，並負責保護主君長治的兒子。

#### 尼子家
- 尼子勝久

以復興尼子家的榮耀為責，歸順於織田家，成為上月城主。
- 山中幸盛

通稱鹿之介，對於尼子家最為忠誠者。其外型參考席維斯·史特龍在《第一滴血》中的藍波造型。

#### 長宗我部家
- 長宗我部元親

通稱彌三郎，後稱宮內少輔，身材高大、外表俊秀，少時因舉止太女孩子氣，被領民及家臣戲稱為「公主」，但心中卻有股雄心壯志。稱號為「鬼若子」，仙石秀久與十河存保則稱他為「巨鯨」，幾乎統一四國。
- 長宗我部信親

通稱彌三郎，幼名千熊丸，俊秀的外表很受到女性的喜愛，性格也相當親民。
- 石谷氏

通稱計羅，石谷頼辰的女兒、信親的夫人。很關心信親，但認為信親應是治國之才，不希望他上戰場。
- 吉良親貞

通稱左京進，元親二弟，擅長武勇，為元親統一土佐國做出大貢獻。
- 香宗我部親泰

通稱安藝守，元親三弟，擅長局勢分析。
- 戶波親武

通稱右兵衛，元親堂弟，有著自豪的怪力，卻又會避免無益之戰。
- 谷忠澄

通稱忠兵衛，神官。常被元親要求解夢，跟元親講話也相當直接，深受元親信任。
- 秦泉寺泰惟

通稱豐後守，教導元親長槍的使用技巧，看過元親的初陣表現後深感佩服。
- 香川信景

通稱兵部大輔，戰鬥中會判斷局勢是否影響主公元親的安危。
- 東條實光

通稱關兵衛，配合元親的計謀，假意背叛引誘羽柴軍深入土佐國。
- 桑名親光

通稱太郎左衛門，島津氏侵攻大友氏時，配合主公元親協防大友氏。
- 吉田孝賴

通稱備中守，國親的重臣，認為元親是十萬人中才有一個的奇才。
- 長宗我部國親

通稱信濃守，長宗我部先代當主。受一條氏的協助讓崩壞的長宗我部家御家再興，欲與死敵本山氏決一死戰。

#### 三好家
- 三好三郎

即十河存保，通稱民部大輔，已過繼十河家，但在三好勢力式微的當下可說是三好家的實質當主。被喻為「酒吞童子」，行事風格雖然破天荒，卻也有相當程度的將器。
- 三好康長

通稱山城守，隱居後號笑岩。接連與足利幕府、松永久秀、織田信長等人為敵，打死不退的個性被稱為「天下第一執拗」，還有「金比羅坊」、「阿波的天狗」等眾多外號，是個非常有威嚴的人物。
- 森村吉

通稱石見守，阿波水軍首領。為了取得織田家的信任，將兒子森久村作為人質予仙石秀久取得織田的協助來對抗長宗我部。

#### 龍造寺家
- 龍造寺隆信

綽號「肥前之熊」，五州二島的太守，整軍備戰的迅速，連傳教士路易斯·弗罗伊斯都形容是「或許連尤利烏斯·凱撒都不及他的迅速及智慧來備戰」。
- 慶誾尼

隆信之母，也是個有名的女豪傑，勇氣甚壯，常攜短刀。與龍造寺家的軍事有重要的關聯。
- 鍋島直茂

通稱左衛門大夫，龍造寺家的家老。

#### 島津（石曼子）家
- 島津義久

通稱修理大夫，被評為「才德兼備的總大將」。
- 島津義弘

通稱兵庫頭，原名忠平，被評為「雄武英略格外出眾」，戰國最強的武將。
- 島津歲久

通稱左衛門督，被評為「智計難出其右」。
- 島津家久

通稱中務大輔，被評為「軍法戰術俱得其妙」，島津四兄弟中最強的戰術家，與其他三人年紀相差甚多，且同父異母，女人緣非常的好。
- 島津日新齋

島津中興之祖，被喻為「聖君」，徹底的現實主義者，會利用養小狗來測試四兄弟的器量。

#### 大友家
- 大友宗麟

通稱休庵，天主教徒，洗禮名Don Francisco（普蘭師司怙），有靠著切支丹建設福利國家的理想，傳教士路易斯·弗罗伊斯形容是「這位豐後國主，乃是薩摩國主所無法比擬的強大」。
- 大友義統

通稱五郎，原本也是天主教徒，但在耳川之戰後看到戰場慘況覺得神沒有救助他們而棄教。說話喜歡參雜葡萄牙語。
- 角隈石宗

大友家的軍師，同時也是個知名的文化人。
- 田北鎮周

通稱刑部少輔，在大友與毛利鬥爭時打出名號的猛將。耳川之戰開戰前，不惜將家寶馬鞍燒掉振奮士氣。

#### 一條家
- 一條兼定

一條家末代當主，長期沉迷酒色，對於長宗我部的逐漸茁壯渾然不知。
- 土居宗珊

兼定的家臣，告知兼定領地危在旦夕，後來被一條兼定無故殺害。

#### 淡路十人眾
- 菅達長

通稱平右衛門，盤據淡路島的其中一個海賊首領，告訴秀久他們異於武士的生存方式及想法。
- 廣田蔵丞

盤據淡路島的其中一個海賊首領，喜歡開玩笑，愛講雙關語。

#### 明朝
- 萬曆

明朝第十四代皇帝，即明神宗朱翊鈞。認為自己終日碌碌無為，聽聞織田信長有意跨海侵攻寧波，反倒希望信長能來攻打，讓人民增加對皇帝的依賴度。
- 張居正

明朝的內閣首輔，萬曆對其相當敬重。

### 其他人物
第2部
- 國友藤太郎

鐵砲鍛造師，原是要暗殺羽柴秀吉的狙擊兵，後因秀吉的誠懇態度而願意幫織田家鍛造鐵砲。
- 志賀源次郎

津田妙算盜賊時期的同夥，後出賣妙算，原欲當秀久的武士但遭拒。
- 津田照算

通稱杉坊，根來眾傭兵，津田妙算的堂哥。
- 小寺政職

通稱藤兵衛，播磨國的豪族。
第3部
- 足利義昭

室町幕府第十五代將軍。最初依靠織田信長的力量成為將軍，後不甘被信長當作傀儡使用而發起了信長包圍網。
- 阿國

從出雲國至京都進行舞蹈表演的少女。
- 吉田兼和

神道家，明智光秀的舊識。
- 津田宗及

堺的豪商之一。
- 千宗易

堺的豪商之一。
- 今井宗久

堺的豪商之一。
第4部
- 菊亭晴季

公卿，為了避免朝廷公家爭奪關白之位互相贈恨，力薦秀吉擔任關白。
- 清原枝賢

公卿，看不起秀吉，認為他是下賤之徒，但也認同他的確有能耐成為天下人。
- 里村紹巴

連歌家，相當欣賞島津家久，認為他跟三好長慶、織田信長、明智光秀、羽柴秀吉等人一樣「擁有多眼」。

## 出版書籍
戰國
| 集數 | 講談社         | 講談社                 | 東立出版社     | 東立出版社             |
| 集數 | 發售日期       | ISBN                   | 發售日期       | ISBN                   |
| ---- | -------------- | ---------------------- | -------------- | ---------------------- |
| 1    | 2004年11月3日  | ISBN 978-4-06-361284-4 | 2005年11月4日  | ISBN 986-11-7229-7     |
| 2    | 2004年11月3日  | ISBN 978-4-06-361285-1 | 2005年11月4日  | ISBN 986-11-7230-0     |
| 3    | 2004年12月25日 | ISBN 978-4-06-361298-1 | 2005年12月19日 | ISBN 986-11-7231-9     |
| 4    | 2005年3月3日   | ISBN 978-4-06-361318-6 | 2006年1月2日   | ISBN 986-11-7232-7     |
| 5    | 2005年6月4日   | ISBN 978-4-06-361345-2 | 2006年1月26日  | ISBN 986-11-7233-5     |
| 6    | 2005年9月4日   | ISBN 978-4-06-361373-5 | 2006年2月6日   | ISBN 986-11-7862-7     |
| 7    | 2005年12月23日 | ISBN 978-4-06-361411-4 | 2006年6月29日  | ISBN 986-11-7949-6     |
| 8    | 2006年3月4日   | ISBN 978-4-06-361432-9 | 2007年2月3日   | ISBN 978-986-11-8360-2 |
| 9    | 2006年4月28日  | ISBN 978-4-06-361440-4 | 2007年2月13日  | ISBN 978-986-11-8480-7 |
| 10   | 2006年8月4日   | ISBN 978-4-06-361464-0 | 2007年5月29日  | ISBN 978-986-11-8957-4 |
| 11   | 2006年11月6日  | ISBN 978-4-06-361490-9 | 2007年6月26日  | ISBN 978-986-11-9328-1 |
| 12   | 2007年2月6日   | ISBN 978-4-06-361522-7 | 2007年7月31日  | ISBN 978-986-11-9687-9 |
| 13   | 2007年4月27日  | ISBN 978-4-06-361550-0 | 2007年9月27日  | ISBN 978-986-11-9982-5 |
| 14   | 2007年9月6日   | ISBN 978-4-06-361586-9 | 2008年2月14日  | ISBN 978-986-10-0708-3 |
| 15   | 2007年12月28日 | ISBN 978-4-06-361630-9 | 2008年6月16日  | ISBN 978-986-10-1196-7 |

戰國天正記
| 集數 | 講談社        | 講談社                 | 東立出版社     | 東立出版社             |
| 集數 | 發售日期      | ISBN                   | 發售日期       | ISBN                   |
| ---- | ------------- | ---------------------- | -------------- | ---------------------- |
| 1    | 2008年4月28日 | ISBN 978-4-06-361665-1 | 2009年6月10日  | ISBN 978-986-10-3697-7 |
| 2    | 2008年8月6日  | ISBN 978-4-06-361710-8 | 2009年6月10日  | ISBN 978-986-10-3698-4 |
| 3    | 2008年11月6日 | ISBN 978-4-06-361734-4 | 2009年8月5日   | ISBN 978-986-10-3699-1 |
| 4    | 2009年3月6日  | ISBN 978-4-06-361766-5 | 2009年8月20日  | ISBN 978-986-10-3700-4 |
| 5    | 2009年5月1日  | ISBN 978-4-06-361787-0 | 2009年9月29日  | ISBN 978-986-10-3766-0 |
| 6    | 2009年8月6日  | ISBN 978-4-06-361814-3 | 2009年11月2日  | ISBN 978-986-10-4327-2 |
| 7    | 2009年11月6日 | ISBN 978-4-06-361836-5 | 2010年2月24日  | ISBN 978-986-10-4851-2 |
| 8    | 2010年3月5日  | ISBN 978-4-06-361873-0 | 2010年6月30日  | ISBN 978-986-10-5501-5 |
| 9    | 2010年6月4日  | ISBN 978-4-06-361899-0 | 2010年12月28日 | ISBN 978-986-10-5964-8 |
| 10   | 2011年4月6日  | ISBN 978-4-06-382019-5 | 2011年10月19日 | ISBN 978-986-10-7794-9 |
| 11   | 2011年8月5日  | ISBN 978-4-06-382061-4 | 2012年3月26日  | ISBN 978-986-10-8608-8 |
| 12   | 2011年11月4日 | ISBN 978-4-06-382105-5 | 2012年6月19日  | ISBN 978-986-10-9199-0 |
| 13   | 2012年2月6日  | ISBN 978-4-06-382130-7 | 2012年9月18日  | ISBN 978-986-10-9673-5 |
| 14   | 2012年5月7日  | ISBN 978-4-06-382169-7 | 2013年2月4日   | ISBN 978-986-317-300-7 |
| 15   | 2012年10月5日 | ISBN 978-4-06-382223-6 | 2013年8月8日   | ISBN 978-986-324-465-3 |

戰國一統記
| 集數 | 講談社        | 講談社                 | 東立出版社     | 東立出版社             |
| 集數 | 發售日期      | ISBN                   | 發售日期       | ISBN                   |
| ---- | ------------- | ---------------------- | -------------- | ---------------------- |
| 1    | 2012年10月5日 | ISBN 978-4-06-382231-1 | 2014年10月8日  | ISBN 978-986-348-366-3 |
| 2    | 2013年1月4日  | ISBN 978-4-06-382252-6 | 2014年10月8日  | ISBN 978-986-348-367-0 |
| 3    | 2013年4月5日  | ISBN 978-4-06-382287-8 | 2015年7月7日   | ISBN 978-986-348-368-7 |
| 4    | 2013年7月5日  | ISBN 978-4-06-382324-0 | 2015年9月10日  | ISBN 978-986-348-369-4 |
| 5    | 2013年10月4日 | ISBN 978-4-06-382363-9 | 2016年2月26日  | ISBN 978-986-348-370-0 |
| 6    | 2013年12月6日 | ISBN 978-4-06-382401-8 | 2016年3月16日  | ISBN 978-986-348-371-7 |
| 7    | 2014年3月6日  | ISBN 978-4-06-382435-3 | 2016年4月15日  | ISBN 978-986-348-372-4 |
| 8    | 2014年6月6日  | ISBN 978-4-06-382477-3 | 2016年5月6日   | ISBN 978-986-365-560-2 |
| 9    | 2014年9月5日  | ISBN 978-4-06-382512-1 | 2016年6月6日   | ISBN 978-986-382-145-8 |
| 10   | 2014年11月6日 | ISBN 978-4-06-382527-5 | 2016年7月4日   | ISBN 978-986-382-406-0 |
| 11   | 2015年2月6日  | ISBN 978-4-06-382557-2 | 2016年8月2日   | ISBN 978-986-382-979-9 |
| 12   | 2015年4月6日  | ISBN 978-4-06-382591-6 | 2016年12月22日 | ISBN 978-986-431-478-2 |
| 13   | 2015年6月23日 | ISBN 978-4-06-382623-4 | 2017年1月19日  | ISBN 978-986-431-907-7 |
| 14   | 2015年10月6日 | ISBN 978-4-06-382684-5 | 2017年2月22日  | ISBN 978-986-462-701-1 |
| 15   | 2016年3月4日  | ISBN 978-4-06-382750-7 | 2017年3月23日  | ISBN 978-986-470-246-6 |

戰國權兵衛
| 集數 | 講談社        | 講談社                 | 東立出版社     | 東立出版社             |
| 集數 | 發售日期      | ISBN                   | 發售日期       | ISBN                   |
| ---- | ------------- | ---------------------- | -------------- | ---------------------- |
| 1    | 2016年3月4日  | ISBN 978-4-06-382751-4 | 2020年9月5日   | ISBN 978-957-26-4905-3 |
| 2    | 2016年6月6日  | ISBN 978-4-06-382807-8 | 2020年11月26日 | ISBN 978-957-26-4906-0 |
| 3    | 2016年9月6日  | ISBN 978-4-06-382848-1 | 2021年2月2日   | ISBN 978-957-26-4907-7 |
| 4    | 2016年12月6日 | ISBN 978-4-06-382894-8 | 2021年3月19日  | ISBN 978-957-26-4908-4 |
| 5    | 2017年2月6日  | ISBN 978-4-06-382923-5 | 2022年4月15日  | ISBN 978-957-26-4909-1 |
| 6    | 2017年4月6日  | ISBN 978-4-06-382961-7 | 2022年8月11日  | ISBN 978-957-26-4910-7 |
| 7    | 2017年7月6日  | ISBN 978-4-06-510015-8 | 2022年11月3日  | ISBN 978-957-26-4911-4 |
| 8    | 2017年10月6日 | ISBN 978-4-06-510255-8 | 2023年11月10日 | ISBN 978-957-26-4912-1 |
| 9    | 2018年1月5日  | ISBN 978-4-06-510702-7 | 2023年12月22日 | ISBN 978-957-26-4913-8 |
| 10   | 2018年3月6日  | ISBN 978-4-06-511102-4 | 2024年8月12日  | ISBN 978-957-26-4914-5 |
| 11   | 2018年5月7日  | ISBN 978-4-06-511453-7 | 2025年8月7日   | ISBN 978-957-26-4915-2 |
| 12   | 2018年8月6日  | ISBN 978-4-06-512436-9 |                |                        |
| 13   | 2018年11月6日 | ISBN 978-4-06-513560-0 |                |                        |
| 14   | 2019年2月6日  | ISBN 978-4-06-514563-0 |                |                        |
| 15   | 2019年5月7日  | ISBN 978-4-06-515472-4 |                |                        |
| 16   | 2019年8月6日  | ISBN 978-4-06-516726-7 |                |                        |
| 17   | 2019年11月6日 | ISBN 978-4-06-517737-2 |                |                        |
| 18   | 2020年2月6日  | ISBN 978-4-06-518490-5 |                |                        |
| 19   | 2020年5月7日  | ISBN 978-4-06-519544-4 |                |                        |
| 20   | 2020年8月5日  | ISBN 978-4-06-520464-1 |                |                        |
| 21   | 2020年11月6日 | ISBN 978-4-06-521340-7 |                |                        |
| 22   | 2021年2月5日  | ISBN 978-4-06-522300-0 |                |                        |
| 23   | 2021年5月6日  | ISBN 978-4-06-523292-7 |                |                        |
| 24   | 2021年8月5日  | ISBN 978-4-06-524342-8 |                |                        |
| 25   | 2021年11月5日 | ISBN 978-4-06-525845-3 |                |                        |
| 26   | 2022年2月4日  | ISBN 978-4-06-526833-9 |                |                        |
| 27   | 2022年5月6日  | ISBN 978-4-06-527799-7 |                |                        |

### 相關書籍
- 戰國公式Battle讀本（センゴク公式バトル読本）

2007年12月28日 ISBN 978-4-06-375409-4
- 戰國Battle歲時記（センゴクバトル歳時記）

2008年12月17日 ISBN 978-4-06-375625-8
- 戰國武將列傳（センゴク武将列伝）

2009年10月15日 ISBN 978-4-06-276494-0
- 戰國合戰讀本（センゴク合戦読本）

2009年10月15日 ISBN 978-4-06-276493-3
- 戰國Battle Ranking（センゴクバトルランキング）

2009年11月6日 ISBN 978-4-06-375818-4

## 外部連結
- （日語）週刊Young Magazine戰國系列官方網站 （页面存档备份，存于）